# Тобол-Тургайский водохозяйственный бассейн

Водохозяйственные бассейны Республики Казахстан

Тобол-Тургайский водохозяйственный бассейн — водохозяйственный бассейн Республики Казахстан.
Площадь — 214 тыс. км².
Территория бассейна включает в себя бассейны рек Тобол, Торгай, Иргиз.
На территории Тобол-Тургайского водохозяйственного бассейна проживают около 1,05 млн. человек.
Водный фонд составляет — 2,9 км³ (наименее обеспеченный водными ресурсами бассейн Казахстана). В пределах бассейна формируется 1,5 км³.
|                | Распределение запасов пресной воды |
| -------------- | ---------------------------------- |
| Озёра          | 33 %                               |
| Водохранилища  | 17 %                               |
| Сток рек       | 35 %                               |
| Подземные воды | 15 %                               |
| Ледники        | 0 %                                |

Территория бассейна относится к районам резко выраженного недостаточного увлажнения. Поверхностный сток бассейна формируется практически исключительно за счёт таяния снежного покрова.
Поверхностный сток рек бассейна подвержен значительным колебаниям. С целью обеспечения постоянного стока на реках создана система водохранилищ. Крупнейшие водохранилища: Верхнетобольское водохранилище и Каратомарское водохранилище.
В пределах бассейна находиться более 5 тыс. озёр. Подавляющее большинство озёр имеет площадь не более 1 км² и пересыхают в летний период. Крупные озёра бассейна: Кушмурун, Сарыкопа, Аксуат, Сарымойын.